# Бёрр, Билл
Уильям Фредерик «Билл» Бёрр (англ. William Frederick «Bill» Burr, род. 10 июня 1968, Кантон, Массачусетс) — американский стендап-комик, актёр, продюсер, сценарист, подкастер. Создатель студии All Things Comedy. Наиболее известен по ролям в сериалах «Во все тяжкие» и «Мандалорец».

## Ранние годы
Уильям Фредерик Бёрр родился в Кантоне, Массачусетс, в семье медсестры Линды Энн Уигент и стоматолога Роберта Эдмунда Бёрра, германо-ирландского происхождения. Помимо Билла, в семье также было четыре сына и одна дочь. Бёрр окончил высшую школу в 1987 году, а в 1993 году получил степень бакалавра радиовещания в колледже Эмерсон (Бостон). До начала комедийной карьеры Бёрр работал водителем вилочного погрузчика на складах.

## Карьера
Бёрр начал карьеру комика в 1992 году, а спустя два года переехал в Нью-Йорк. В 1996 году Билл получил главную роль ситкоме «Городские», после чего снимался в эпизодических ролях в сериалах «Два парня и девушка» (1998) и «Закон и порядок: Преступное намерение» (2002), триллере «Отличная форма» (2001), драме «Апассионата» (2002). Бёрру также удалось принять участие в трёх выпусках шоу Дейва Шаппелла в 2004 году. В 2008 году Билл озвучил второстепенного персонажа Джейсона Майклза в игре Grand Theft Auto IV и её дополнении The Lost and Damned, вышедшем двумя годами позже.
Начиная с мая 2007 года, Бёрр выпускает еженедельный часовой подкаст «Утро понедельника с Биллом Бёрром», в котором обсуждает недавние события из своей жизни и отвечает на вопросы слушателей. Гостями подкаста не раз становились другие комики, а также жена Бёрра Ниа. В октябре 2019 года был запущен совместный с комиком Бертом Крайшером подкаст, получивший название «Подкаст Билла и Берта».
В 2008 году в Нью-Йорке был записан первый часовой стендап-концерт Бёрра под названием «Зачем я это делаю?». С тех пор концерты Бёрра выходили в записи с периодичностью в два-три года. В 2010 году на канале Comedy Central состоялась премьера концерта «Пусть это пройдёт». После этого, эксклюзивно для Netflix вышли программы «Все вы, люди, одинаковы» (2012), «Мне жаль, что вы так думаете» (2014), «Иди своим путём» (2017) и «Бумажный тигр» (2019). Бёрр давал аншлаговые выступления в крупнейших концертных площадках мира: Мэдисон-сквер-гарден, Альберт-холл, Форум.
В 2010 году Бёрр сыграл детектива Уолша в комедии Шона Леви «Безумное свидание». В четвёртом и пятом сезонах сериала «Во все тяжкие» Бёрр сыграл Патрика Куби, одного из подручных адвоката Сола Гудмана.
В 2015—2021 годах Бёрр трудился в качестве сценариста и актёра озвучки над мультсериалом для взрослых от Netflix «С — значит семья», высмеивающим жизнь типичной американской семьи в начале 1970-х годов. По словам комика, первый сезон проекта был основан на его детских воспоминаниях. Бёрр также выступал в качестве исполнительного продюсера мультсериала. В 2016 году Бёрр озвучил эпизодического персонажа в эпизоде «The Town» двадцать восьмого сезона мультсериала «Симпсоны». В 2019 году Бёрр сыграл бывшего снайпера Галактической Империи Мигса Мэйфелда в сериале «Мандалорец» от Disney+. Комик вернулся к этой роли и во втором сезоне сериала.
10 октября 2020 года Билл Бёрр впервые принял участие в шоу Saturday Night Live, где выступил с монологом, затронувшим такие темы, как ношение масок во время пандемии COVID-19, культура отмены и белые женщины, «захватившие» движение Black Lives Matter. Выступление Бёрра вызвало неоднозначную реакцию среди зрителей.

## Личная жизнь
В 2013 году Билл Бёрр женился на сценаристке Нии Рени Хилл. В 2017 году у них родилась дочь Лола, а в 2020 году — сын. Семья комика проживает в Лос-Анджелесе.
Бёрр — лицензированный пилот вертолёта. В свободное время любит играть на барабанах. Предпочитает музыку в жанре хеви-метал, любимые группы — AC/DC, Led Zeppelin, Pantera, Slayer, Iron Maiden и Meshuggah. В качестве своих вдохновителей в музыке Бёрр называет Джона Бонема и Дэйва Ломбардо.
На президентских выборах 2000 года в США Бёрр голосовал за кандидата от Партии зелёных Ральфа Нейдера. В интервью журналу Forbes Бёрр заявил, что считает, что политкорректность не решает проблем, на решение которых она направлена, таких как расизм, поскольку она затрагивает только лексику, а не меняет отношение людей; в то же время он считает, что политкорректность не имеет ответа или влияния на другие крупные социально-политические проблемы, такие как «банки и фармацевтические компании».

## Фильмография
| Год       |     | Русское название                      | Оригинальное название                    | Роль                        |
| --------- | --- | ------------------------------------- | ---------------------------------------- | --------------------------- |
| 1996      | с   | Городские                             | Townies                                  | Райан Каллахан              |
| 1998      | с   | Два парня и девушка                   | Two Guys, a Girl and a Pizza Place       | Фитзи                       |
| 2001      | ф   | Отличная форма                        | Perfect Fit                              | швейцар                     |
| 2002      | с   | Закон и порядок: Преступное намерение | Law & Order: Criminal Intent             | бегун                       |
| 2002      | ф   | Апассионата                           | Passionada                               | игрок в блэкджек            |
| 2004      | с   | Шоу Шаппелла                          | Chappelle’s Show                         | разные персонажи            |
| 2007      | ф   | Закрученная судьба                    | Twisted Fortune                          | н/д                         |
| 2007      | тф  | —                                     | Playing Chicken                          | Тим                         |
| 2008      | ки  | —                                     | Grand Theft Auto IV                      | Джейсон Майклс              |
| 2008      | ки  | —                                     | Grand Theft Auto IV: The Lost and Damned | Джейсон Майклс              |
| 2009      | тф  | —                                     | The Burr Effect                          | в роли самого себя          |
| 2010      | ф   | Безумное свидание                     | Date Night                               | детектив Уолш               |
| 2010      | тф  | —                                     | Untitled Burr and Hart Project           | Билл                        |
| 2011      | кор | —                                     | Cheat                                    | Билли                       |
| 2011—2013 | с   | Во все тяжкие                         | Breaking Bad                             | Патрик Куби                 |
| 2012      | ф   | Реальные парни                        | Stand Up Guys                            | Ларри                       |
| 2013      | ф   | Копы в юбках                          | The Heat                                 | Марк Маллинс                |
| 2013—2016 | с   | Новенькая                             | New Girl                                 | Бобби                       |
| 2014      | ф   | Бобры-зомби                           | Zombeavers                               | Джозеф                      |
| 2014      | ф   | Блондинка в эфире                     | Walk of Shame                            | офицер Уолтер               |
| 2014      | с   | Мэрон                                 | Maron                                    | в роли самого себя          |
| 2014      | ф   | Чёрное или белое                      | Black or White                           | Рик Рейнольдс               |
| 2014—2015 | с   | Шоу Кролла                            | Kroll Show                               | детектив Смарт              |
| 2015      | с   | Шоу Гаффигана                         | The Jim Gaffigan Show                    | в роли самого себя          |
| 2015      | ф   | Здравствуй, папа, Новый год!          | Daddy’s Home                             | Джерри                      |
| 2015      | тф  | —                                     | Pariah                                   | Джо                         |
| 2015—2021 | мс  | С — значит семья                      | F Is for Family                          | Фрэнк Мерфи                 |
| 2016      | мс  | Симпсоны                              | The Simpsons                             | бостонский футбольный фанат |
| 2017      | ф   | Здравствуй, папа, Новый год! 2        | Daddy’s Home 2                           | Джерри                      |
| 2018      | с   | По друзьям                            | Crashing                                 | в роли самого себя          |
| 2018      | ф   | Как не стать президентом              | The Front Runner                         | Пит Мерфи                   |
| 2019—2020 | с   | Мандалорец                            | The Mandalorian                          | Мигс Мэйфелд                |
| 2020      | мс  | Дружные мопсы                         | Puppy Dog Pals                           | Бутч                        |
| 2020      | ф   | Король Стейтен-Айленда                | The King of Staten Island                | Рэй Бишоп                   |
| 2020      | ф   | Вступительный акт                     | The Opening Act                          | Барри                       |
| 2021      | ф   | Виновный                              | The Guilty                               | звонящий в ночной клуб      |
| 2022      | ф   | Лулу и Бриггс                         | Dog                                      | офицер полиции              |
| 2023      | ф   | Три старика                           | Old Dads                                 | Джек Келли                  |
| 2023      | мф  | Лео                                   | Leo                                      | Сквиртл                     |